# Al Molinaro
Albert „Al“ Francis Molinaro (* 24. Juni 1919 in Kenosha, Wisconsin; † 30. Oktober 2015 in Glendale, Kalifornien) war ein US-amerikanischer Schauspieler.

## Leben
Molinaro wurde als eines von zehn Kindern italienischer Einwanderer in Kenosha geboren. Sein Vater war ein bekannter Mann der italoamerikanischen Gemeinschaft in Kenosha und betrieb Restaurants, Tavernen und Hotels. Al Molinaro arbeitete zunächst als Stadtangestellter und spielte die Klarinette in Tanzbands. Schließlich wollte er hauptberuflich Schauspieler werden und zog dafür nach Kalifornien. In Hollywood drehte 1954 mit Love Me Madly einen ersten, wenig bekannten Film als Schauspieler. Da der Erfolg zunächst ausblieb, gründete er eine Inkasso-Agentur und arbeitete im Immobiliengeschäft. Als er Ende der 1960er-Jahre wieder den Einstieg ins Schauspielgeschäft suchte, war durch seine anderen Tätigkeiten bereits wohlhabend geworden.
Seine erste große Rolle hatte Molinaro ab 1970 als Polizist Murray Greshler in der Sitcom Männerwirtschaft, diese Rolle spielte er in den folgenden fünf Jahren in 73 Folgen. Seine Bekanntheit baute er mit der Rolle des gutmütigen Gastwirtes Al Delvecchio in der erfolgreichen Serie Happy Days, die er ab 1974 für insgesamt zehn Jahre spielte. Die Figur des italienischen Wirtes Delvecchio spielte er auch in der kurzlebigen Spin-off-Serie Joanie Loves Chachi (1982–1983) sowie in dem Musikvideo zu Weezers Lied Buddy Holly aus dem Jahr 1994. Eine letzte größere Rolle hatte er Anfang der 1990er-Jahre in der Serie Wo brennt’s, Daddy? als Großvater Joe Alberghetti. Molinaro spielte in vier Kinofilmen, darunter die Disney-Komödie Ein ganz verrückter Freitag, und hatte Gastauftritte in Serien wie Verliebt in eine Hexe und Love Boat. Zudem war er in insgesamt über 40 Werbespots zu sehen. Der hakennasige, unförmig wirkende Molinaro wurde hauptsächlich für komisch angelegte, aber väterliche und gutherzige Charaktere mit italienischem Einschlag besetzt.
Al Molinaro empfahl seinen damals noch unbekannten Schauspielkollegen Robin Williams (der mit Molinaro gemeinsam eine Schauspielschule besucht hatte) an die Produzenten der Sitcom Mork vom Ork für die Hauptrolle des Außerirdischen Mork, die Williams schließlich den Durchbruch brachte.
Von 1948 bis zur Scheidung 1980 war Molinaro mit Jackie Martin verheiratet, mit der er einen Sohn bekam. Seit dem 17. Oktober 1981 bis zu seinem Tod war er mit Betty Farrell verheiratet. Al Molinaro starb Ende Oktober 2015 im Alter von 96 Jahren in einem Hospital in Glendale, Kalifornien.

## Filmografie (Auswahl)
- 1954: Love Me Madly
- 1969: Mini-Max (Get Smart, Fernsehserie, zwei Folgen)
- 1970–1975: Männerwirtschaft (The Odd Couple, Fernsehserie, 73 Folgen)
- 1971: Verliebt in eine Hexe (Bewitched, Fernsehserie, Folge Bewitched, Bothered and Baldoni)
- 1974–1984: Happy Days (Fernsehserie, 146 Folgen)
- 1976: Ein ganz verrückter Freitag (Freaky Friday)
- 1977: Love Boat (The Love Boat, Fernsehserie, Folge Dear Beverly / The Strike / Special Delivery)
- 1979: Boomer, der Streuner (Here’s Boomer, Pilotfilm Boomer’s Weihnachtsfest)
- 1979/1982: Fantasy Island (Fernsehserie, zwei Folgen)
- 1982–1983: Joanie Loves Chachi (Fernsehserie, 17 Folgen)
- 1990–1991: Wo brennt’s, Daddy? (The Family Man, Fernsehserie, 22 Folgen)
- 1992: Eine starke Familie (Step by Step, Fernsehserie, Folge The Boss)